# سرية رام الله الأولى
سرية رام الله الأولى هي مؤسسة أهلية مجتمعية فلسطينية مستقلة تأسست عام 1927، من أولى المؤسسات الكشفية في فلسطين والتي تركز على الأنشطة الشبابية الكشفية وتهدف لتعزيز روح الإنتماء الوطني لدى الشباب الفلسطيني. توسعت نشاطات السرية لتقدم خدمات لفئات وشرائح المجتمع الفلسطيني كافة.

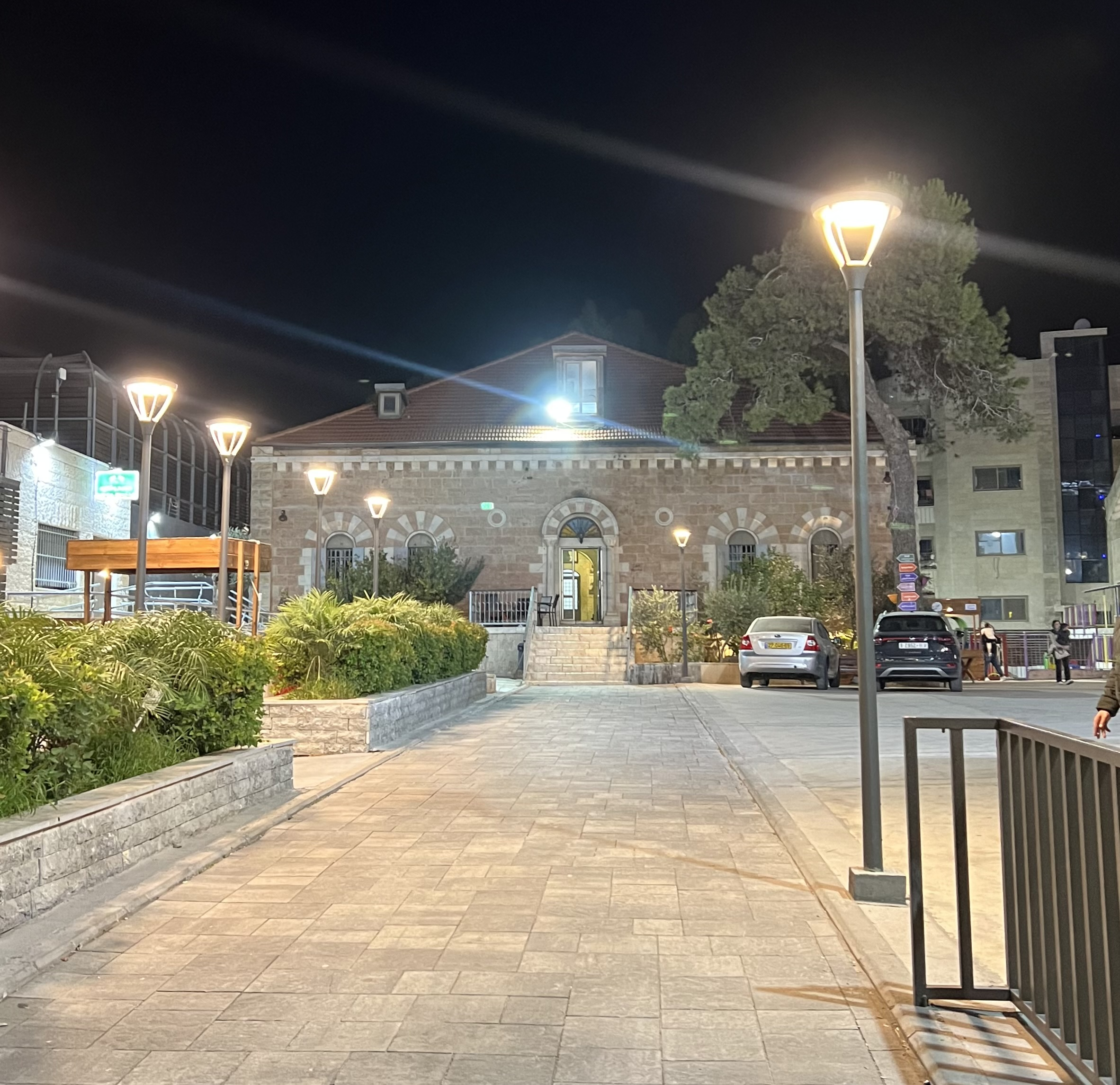

## الرؤية
مؤسسة مستقلة فاعلة في تنشئة أجيال متمكنة ومساهمة في التنمية المجتمعية.

## الرسالة
تطوير وتنفيذ البرامج والأنشطة المتنوعة لشرائح المجتمع كافة للمساهمة في التنمية المجتمعية، استناداً إلى القيم الإنسانية والكشفية، ووفقاً لاحتياجات الفئات المستهدفة.

## الأهداف
من أهم أهدافها:
- توفير الفرص لاكتساب المهارات والابتكارات الإبداعية الفردية وتنمية المواهب.
- اكتساب المهارات القيادة في العمل الجماعي ضمن فريق، والاعتماد على النفس.
- الخدمة العامة: شعار الكشاف من خلال الأعمال التطوعية، وزراعة الأشجار وحملات النظافة وغيرها.
- الإرتقاء بمستوى الأداء البدني للمنتسب، من خلال تنمية القدرات والمهارات البدنية والصحية.
- تنمية السلوك القويم والأخلاق وحب الوطن والتضحية في سبيل تحرره ورقيه.
- المساواة وعدم التمييز سواء حسب اللون أو العرق أو الجنس أو الدين.

## البرامج والأنشطة
أنشأت السرية العديد من البرامج لتشمل أكبر عدد من المجالات منها:
- البرامج الكشفية، كإعداد وتأهيل القادة الكشفيين وإنشاء فرق عزف كشفية، وإقامة معارض ومخيمات كشفية والمشاركة في الاستعراضات الكشفية الدينية والوطنية.
- البرامج الرياضية، والتي تشمل جميع الأنشطة الرياضية المختلفة، كإنشاء مدرسة كرة السلة وكرة القدم والسباحة وتأهيل مدربين وكوادر فنية للفرق الرياضية المختلفة، تنظيم بطولات ومهرجانات ومعسكرات رياضية والمشاركة في البطولات الرياضية المحلية والخارجية.[7][8]
- البرامج الفنية، كإنتاج عروض رقص فولكلوري وعروض رقص معاصر وإنشاء مدرسة الرقص، تنظيم دورات فنية ودورات إعداد مدربين ومسابقات للفرق الشعبية الفلسطينية.[9][10]
- البرامج الثقافية، والاجتماعية كمسابقات تشجيع القراءة وتنظيم مهرجان نوار نیسان، المشاركة في مخيم رام الله الدولي للعمل التطوعي ورحلات ترفيهية وثقافية، والمشاركة في معسكر التعبير الرقمي للفتيان وإقامة بازار سنوي في ذكرى تأسيس السرية.

## الجوائز
حصلت سرية رام الله على العديد من الجوائز أبرزها:
- جائزة "التعاون" للتميز في القطاع الثقافي - جائزة المرحوم نعيم عبد الهادي للعام 2014.[12][13]
- المركز الثاني عن فئة المؤسسة المتميزة لجائزة فلسطين الدولية للتميز والإبداع - مؤسسة مجموعة الاتصالات للتنمية للعام 2014.[14]
- جائزة القطان التقديرية لعمل ثقافي مميز للعام 2008.[15][16]
- الجائزة الأولى في مسابقة الدبكة الشعبية في جامعة بيت لحم.[10]

## الشبكات
تعد السرية عضو في عدة شبكات وإتحادات منها:
- الإتحاد الفلسطيني لكرة السلة.
- الإتحاد الفلسطيني لكرة القدم.
- الإتحاد الفلسطيني للسباحة والرياضات المائية.
- شبكة المنظمات الأهلية الفلسطينية.
- شبكة مساحات للرقص.
- الجمعية الكشافة الفلسطينية.
- التجمع الأرشيفي في فلسطين.